# (4390) Madreteresa
(4390) Madreteresa ist ein Hauptgürtelasteroid, der am 5. April 1976 vom Felix-Aguilar-Observatorium aus entdeckt wurde.
Der Asteroid wurde nach Mutter Teresa (1910–1997) benannt.